# Skeleton-Europameisterschaft 2003
Austragungsort der 9. Skeleton-Europameisterschaft 2003 war zwischen dem 21. und 24. Januar 2003 St. Moritz in der Schweiz. Erstmals seit 1988 werden wieder Europameisterschaften ausgefahren. Für die Frauen ist es die erste Europameisterschaft. Da die Wettkämpfe im Rahmen des Weltcups stattfanden, waren auch 23 Fahrer und Fahrerinnen aus Übersee (Japan, Kanada, Neuseeland und USA) am Start. Deren Platzierungen wurden aus der EM-Wertung gestrichen. Die Sieger waren bei den Männern Chris Soule (USA) und bei den Frauen Michelle Kelly (Kanada). Die Europameister Walter Stern (Österreich) und Monique Riekewald (Deutschland) kamen auf den Plätzen drei beziehungsweise sechs ein. Insgesamt dominierten die Kanadier, US-Amerikaner und teilweise auch die Japaner die Konkurrenzen. Bei den Frauen kamen beispielsweise vier Kanadierinnen auf den Plätzen eins bis vier ein.

## Männer
| Platz | Sportler                    | Zeit    |
| ----- | --------------------------- | ------- |
| 1     | Walter Stern (3)            | 2:20.68 |
| 2     | Gregor Stähli (4)           | 2:21.13 |
| 3     | Florian Grassl (7)          | 2:22.58 |
| 4     | Cederic Tamani (8)          | 2:22.69 |
| 5     | Martin Rettl (11)           | 2:22.83 |
| 6     | Kristan Bromley (12)        | 2:23.09 |
| 7     | Snorre Pedersen (13)        | 2:23.44 |
| 8     | Grégory Saint-Géniès (15)   | 2:23.81 |
| 9     | Jürg Wenger (16)            | 2:23.95 |
| 10    | Stuart Hayden (18)          | 2:24.26 |
| 11    | Felix Poletti (20)          | 2:24.58 |
| 12    | Reinhold Pescosta (21)      | 2:24.83 |
|       | Steve Anson (21)            | 2:24.83 |
| 14    | Stefano Maldifassi (23)     | 2:24.96 |
|       | Odd Arne Almli (23)         | 2:24.96 |
| 16    | Uwe Müller (26)             | 2:25.11 |
| 17    | Phillippe Cavoret (27)      | 72.95   |
| 18    | Wolfram Lösch (28)          | 73.02   |
| 19    | Peter van Wees (29)         | 73.49   |
| 20    | Josef Chuchla (30)          | 73.63   |
| 21    | Alexander Mutowin (31)      | 74.11   |
| 22    | Konstantin Aladashwili (32) | 75.05   |
| 23    | Marek Jiricko (33)          | 75.36   |

Datum: 21.–24. Januar 2003. Am Start waren insgesamt 33 Teilnehmer, darunter auch 10 Fahrer aus Übersee. Nur die besten 26 des ersten Laufes kamen ins Finale. Unter ihnen 16 Europäer. Die EM-Plätze ab dem 17. Rang ergeben sich aus den Zeiten des ersten Laufes.

## Frauen
| Platz | Sportlerin          | Zeit    |
| ----- | ------------------- | ------- |
| 1     | Monique Riekewald   | 2:26.05 |
| 2     | Diana Sartor        | 2:26.16 |
| 3     | Tanja Morel         | 2:27.39 |
| 4     | Maya Pedersen       | 2:27.43 |
| 5     | Ludmila Klak        | 2:27.87 |
| 6     | Steffi Hanzlik      | 2:28.09 |
| 7     | Jekaterina Mironowa | 2:28.16 |
| 8     | Carina Willoughby   | 2:29.44 |
| 9     | Desiree Bjerke      | 2:30,45 |
| 10    | Kerstin Jürgens     | 2:30,71 |
| 11    | Lydia Mayr          | 1:15,39 |
| 12    | Michaela Pitsch     | 1:15,78 |
| 13    | Dany Locati         | 1:16,16 |
| 14    | Donna Leslie        | 1:17,56 |

Datum: 21.–24. Januar 2003. Am Start waren insgesamt 27 Teilnehmerinnen, darunter auch 13 Fahrerinnen aus Übersee. Nur die besten 20 des ersten Laufes kamen ins Finale. Unter ihnen 10 Europäerinnen. Die EM-Plätze ab dem 11. Rang ergeben sich aus den Zeiten des ersten Laufes.